# Czesław Skoniecki

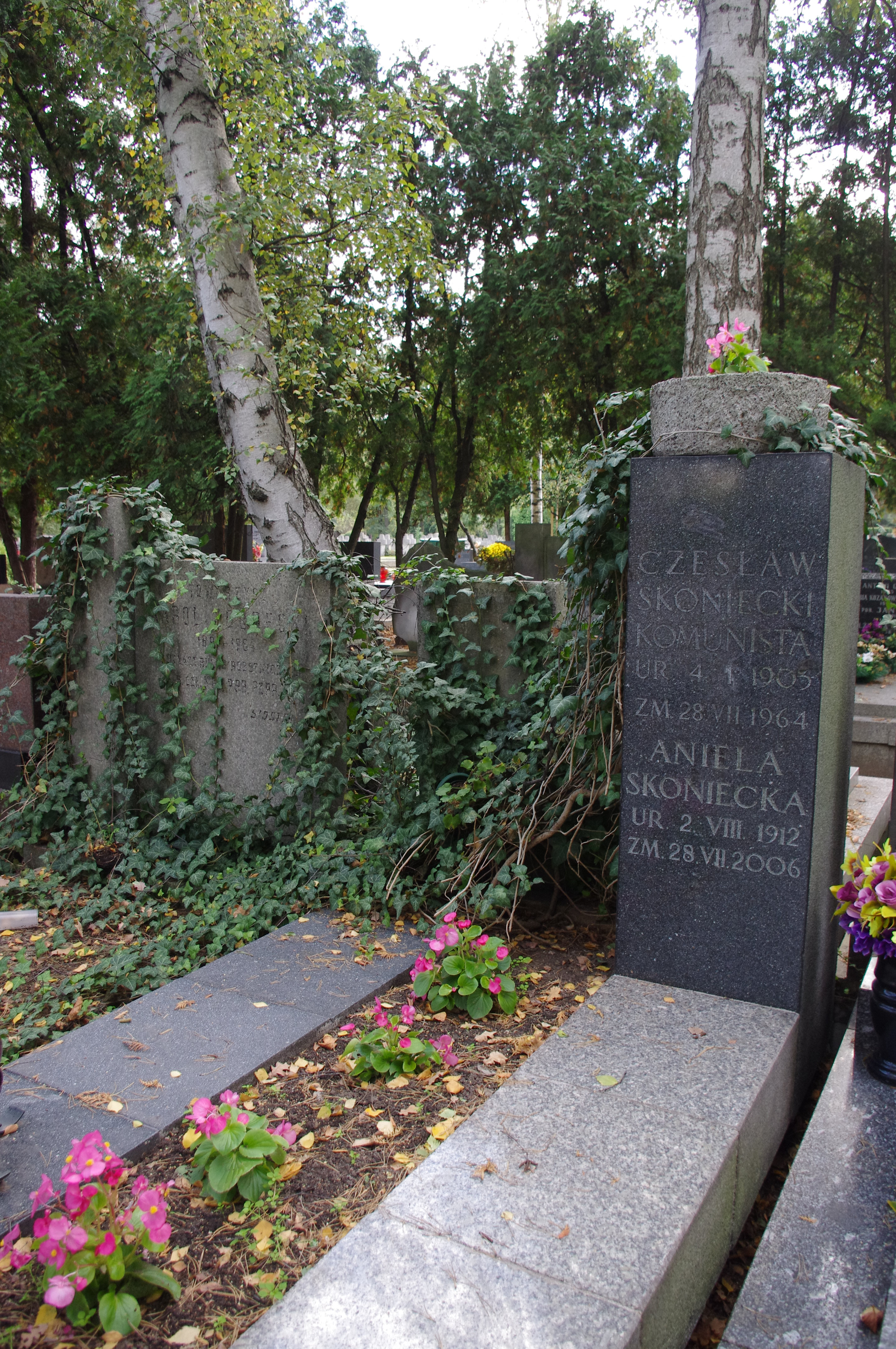
Grób Czesława Skonieckiego na Cmentarzu Wojskowym na Powązkach w Warszawie

Czesław Skoniecki, ps. „Ksiądz” (ur. 22 grudnia 1905 w Chmieleniu Wielkim, zm. 28 lipca 1964 w Warszawie) – działacz komunistyczny, publicysta, współzałożyciel PPR, kierownik siatki NKWD w okupowanej Warszawie, w PRL prezes Głównego Urzędu Kontroli Prasy, Publikacji i Widowisk.

## Życiorys

### Młodość
Był synem Edmunda, robotnika rolnego i Marii z Chmielewskich. Od 1916 roku uczył się w gimnazjum w Mławie, był stypendystą sejmiku powiatowego, później utrzymywał się jako korepetytor. Członek ZHP. Wcześnie został zwolennikiem lewicy rewolucyjnej – był współzałożycielem i redaktorem naczelnym młodzieżowego pisma "Kłosy", a następnie „Głosu Młodzieży”. W 1924 roku za działalność rewolucyjną wśród młodzieży został wydalony z gimnazjum. Jesienią 1924 roku złożył egzamin z zakresu 8 klas gimnazjum i podjął studia na Wolnej Wszechnicy Polskiej, na Wydziale Humanistycznym. Wstąpił wówczas do Związku Niezależnej Młodzieży Socjalistycznej „Życie”; członek zarządu tego Związku. Aresztowany w nocy z 7 na 8 kwietnia 1925 roku wraz z innymi członkami organizacji, został po kilku tygodniach zwolniony i kontynuował studia. W 1926 roku odbywał praktykę studencką w Zwoleniu. Po ukończeniu studiów pracował jako nauczyciel. W 1927 roku wstąpił do Związku Młodzieży Komunistycznej (przekształconego później w KZMP), a następnie KPP. Członek Komitetu Dzielnicowego KPP na Mokotowie. Inwigilowała go policja (ustalono m.in., że oddawał do druku 17 października 1928 roku odezwę komunistyczną skierowaną do nauczycieli warszawskich).

### Działalność komunistyczna w II RP
Jesienią 1929 roku został przeniesiony do pracy w Wydziale Rolnym KC KPP, a w 1930 roku brał udział w przygotowywaniu Europejskiego Kongresu Chłopskiego w Berlinie. W tym czasie kierował redakcją tygodnika „Samopomoc Chłopska” (organu Zjednoczenia Lewicy Chłopskiej „Samopomoc”) w Lublinie. W nocy z 18 na 19 lutego 1930 roku został aresztowany na dworcu w Lublinie wraz z paczkami zawierającymi skonfiskowany formalnie, ale znajdujący się jeszcze w redakcji nakład wspomnianego czasopisma. Sąd Okręgowy w Lublinie skazał go 3 czerwca 1930 roku na dwa lata twierdzy, Sąd Apelacyjny w Lublinie zmniejszył mu karę do 1,5 roku. Wyrok odsiadywał w Lublinie, Łęczycy i Sieradzu, skąd wyszedł 20 sierpnia 1931 roku. Działał następnie w Krakowie jako instruktor CWR KPP, kierował redakcją legalnego tygodnika komunistycznego „Chłopska Przyszłość”. Po zamknięciu czasopisma przez władze policyjno-administracyjne w lutym 1932 roku, a tym samym – upadku planów, aby na bazie pisma utworzyć partię Zjednoczenie Robotniczo-Chłopskie „Przyszłość”, stał się płatnym funkcjonariuszem partyjnym, tzw. obwodowcem, tj. działającym na szczeblu obwodu partii. Aresztowany na stacji w Strzałkowie 25 września 1932, został osadzony w więzieniu w Gnieźnie. Po trzech miesiącach zwolniono go z braku dowodów. W 1934 roku był sekretarzem okręgowym KPP Radom, Warszawa-Zachodnia Miejska i członkiem Egzekutywy Komitetu Okręgowego (KO) KPP Warszawa Prawa Podmiejska. Aresztowany 7 kwietnia 1935 roku w Zielonce pod Warszawą, osadzony w Centralnym Więzieniu Karno-Śledczym w Warszawie. Tu był starostą komuny więziennej do chwili zwolnienia pod nadzór policji 20 sierpnia 1935 roku. Przez pewien czas był członkiem Egzekutywy KO KPP Warszawa Lewa Podmiejska. Aresztowany w Żyrardowie 17 lutego 1936, sądzony razem z Marcelim Nowotką, został skazany 30 lipca 1936 roku przez SO w Warszawie na 8 lat więzienia (wyrok zatwierdził Sąd Apelacyjny w Warszawie 25 lutego 1937). Karę odbywał w więzieniu w Płocku i od końca 1937 w Rawiczu, skąd wydostał się w dniu wybuchu wojny z Niemcami 1 września 1939 roku i 9 września przybył do Warszawy, a po jej kapitulacji do sowieckiej strefy okupacyjnej i pracował w rejonowej gazecie „Nowe Życie” w Grajewie.

### Działalność sowiecka
Od listopada 1939 do stycznia 1940 roku był inspektorem szkolnym rejonu grajewskiego. W grudniu 1939 roku odbył wraz z Marcelim Nowotką rozmowę z sekretarzem generalnym Komitetu Centralnego (KC) Komunistycznej Partii (bolszewików) Białorusi Panteliejmonem Ponomarienką, co „miało przyczynić się do lepszego zrozumienia spraw polskich przez administrację radziecką”. Od grudnia 1940 roku był zastępcą sekretarza redakcji wydawanego w języku polskim w Mińsku organu KC Komunistycznej Partii (bolszewików) Białorusi „Sztandar Wolności”. Po 22 czerwca 1941 roku znalazł się w Homlu. W grupie polskich komunistów (głównie współpracowników „Sztandaru Wolności”) wystąpił z inicjatywą utworzenia polskiego batalionu wchodzącego w skład Armii Czerwonej. Latem 1941 roku przybył do Moskwy, gdzie został przeszkolony w szkole Komitetu Wykonawczego Międzynarodówki Komunistycznej (KW MK) i wszedł w skład Grupy Inicjatywnej PPR. 26 września 1941 roku został ranny w wypadku samolotu koło Wiaźmy podczas próby przerzutu na ziemie polskie. Zrzucony w nocy z 27 na 28 grudnia 1941 roku w rejon Wiązowny koło Warszawy. Działał niezależnie od PPR (choć w autobiografii pisał, że pracował na polecenie KC PPR). Prowadził działalność na rzecz wywiadu sowieckiego i rozporządzał (choć nie od razu) własną radiostacją, niezależną od łączności radiowej KC PPR z Moskwą. Po przybyciu do kraju wysłannika KW MK i wywiadu radzieckiego Feliksa Karwackiego w marcu 1943 roku Skoniecki został mu podporządkowany. Przekazał centrali wywiadu sowieckiego nieprawdziwe informacje, że Leon Lipski, były członek Sekretariatu Krajowego KC KPP, sprzeciwiający się rozwiązaniu KPP, utworzył w 1943 roku „antyradziecką” organizację o nazwie Komunistyczna Partia Polski. Informacje te przyczyniły się w wysokim stopniu do tego, że centrala moskiewska nakazała kierownictwu PPR zorganizować zabójstwo Lipskiego, co nastąpiło 24 czerwca 1943 roku.
Działał w wywiadzie sowieckim do wybuchu powstania warszawskiego. W dokumentach NKGB ZSRR określa się go jako zasługującego na zaufanie informatora.
26 sierpnia 1944 roku przybył z Warszawy do Lublina. Został wezwany do Moskwy dla złożenia sprawozdania, tam zatrzymany i uwięziony. Wrócił do Warszawy 21 sierpnia 1945 roku, po interwencji KC PPR. W życiorysie podał nieprawdziwą informację, że wypełniał specjalne zadania na zapleczu niemieckim.

### Tzw. „Grupa Skonieckiego”
Skoniecki kierował (dowodził) Ekspozyturą Wywiadowczą Komitetu Wykonawczego Międzynarodówki Komunistycznej, od jego nazwiska zwaną Grupą Skonieckiego.
Owa grupa działająca od grudnia 1941 do sierpnia 1944 roku na rzecz sowieckich tajnych służb była złożona z polskich komunistów. Liczyła 11 osób dobrze przeszkolonych przez NKWD, NKGB w dziedzinie wywiadu głębokiego, w której się specjalizowała. Działała ona na terenach okupowanej przez Niemców Polski, z zadaniem rozpracowywania niemieckich wojsk i służb, m.in. SD, Gestapo i Abwery. Jednak głównym jej działaniem było rozpracowywanie i penetracja służb cywilnych i wojskowych podporządkowanych polskiemu emigracyjnemu rządowi w Londynie.
Pseudonim "Ksiądz" został mu nadany w żartach, w czasie przygotowań do akcji w Polsce, z uwagi na to, że Skoniecki uczył pacierza Pawła Findera (komunistę pochodzenia żydowskiego, w celu ukrycia jego przynależności do tej narodowości).

### Działalność w PRL
Po wojnie brał udział w zjazdach partyjnych jako delegat i w wielu posiedzeniach KC PPR, a potem PZPR (wystąpił na III Plenum KC PZPR w listopadzie 1949 roku), ale nigdy nie wchodził do centralnych władz partyjnych.
Był pierwszym redaktorem naczelnym organu KC PPR/PZPR „Chłopska Droga”, przeznaczonego dla wsi, wydawanego od 21 października 1945 roku. W latach 1947–1948 wchodził w skład Komisji Prasowej KC PPR. 5 listopada 1949 roku został mianowany inspektorem w Wydziale Rolnym KC PZPR.
Od 27 września 1955 roku był zastępcą redaktora naczelnego „Trybuny Ludu”, jednocześnie kierownikiem działu rolnego gazety. W czasie walk frakcyjnych w kierownictwie PZPR, latem 1956 roku opowiadał się zdecydowanie po stronie frakcji puławian, opowiadających się za bardziej liberalnym kursem politycznym PZPR.
28 lutego 1957 roku został prezesem Głównego Urzędu Kontroli Prasy, Publikacji i Widowisk, czyli szefem cenzury. Odpowiadał za zamknięcie tygodnika „Po prostu” w październiku 1957 roku.
Pochowany na cmentarzu Powązki Wojskowe w Warszawie (kwatera C2-11-10).

## Odznaczenia
- Order Sztandaru Pracy I klasy.